# Teorija zarote RMS Titanic
Potopitev britanske potniške prekooceanske ladje RMS Titanic je močno šokirala cel svet, poleg velikega ogorčenja pa so bile v zvezi z nesrečo predstavljene tudi številne teorije zarote. 
Ena teorija je ta, da je bil potopljeni Titanic skoraj identično podoben njeni sestrski ladji RMS Olympic, ki je bila predmet velikega zavarovanja in so ladji pred plovbo na skrivaj preobrazili. Druga teorija je ta, da je lastnik Titanica J.P. Morgan ladjo uporabil, da bi z njo uničil veliko poslonežev, milijonarjev in podjetnikov, ki so nasprotovali njegovemu načrtu za ustanovitev ameriške centralne banke. 

## Znana verzija
Titanic je na svoji krstni plovbi čez Atlantik trčil v ledeno goro ter si pri tem močno poškodoval oplate in zakovice na trupu pod vodno gladino, kar je povzročilo, da je voda poplavila pet predelkov, ladja pa takšne poplavitve ni mogla prenesti. Dve uri in štirideset minut po trku je ladja potonila, pri tem pa je umrlo več, kot 1500 ljudi. 

## Teorija o ledu
Leta 2003 je kapitan LM Collins, nekdanji član Ice Pilotage Service, objavil The Sinking of the Titanic: The Mystery Solved, ki je na podlagi lastnih izkušenj z ledeno plovbo in izjavami prič pregledoval ob dveh poizvedovanjih po nesreči. "To, kar je na Titanicu, ni ledena gora, temveč nizko ležeči led" je povedal. Sklep je utemeljil na treh glavnih dokazih:
1.Ponoči ob 23:30 sta oba opazovalca na obzorju pred ladjo opazila rahlo meglo, ki je segala približno 20 ° na obe strani ladijskega premca, čeprav drugih poročil o megli ni bilo. Collins verjame, da to, kar so videli, ni bil megla, ampak dim staljenega ledu, 4–4 milj (4,8–6,4 km) pred ladjo. 
2.O ledu in ledenih gorah sta častnika Rowe in Boxhall ob zori poročala da so široke 18 m in visoke 30 m. Collins meni, da je bil to posledica "optičnega pojava, ki ga dobro poznajo ledeni navigatorji", kjer mirno morje in ekstremni mraz izkrivljata videz predmetov v bližini vodne črte, zaradi česar se zdi, da sta višina luči ladje, približno 18 m nad površino v bližini premca in 30 m visoko poleg nadgradnje.
3.Ladja, kot je Titanic, je zavila v loku, da bi ledeno goro enostavno obšla in s tem preprečil trčenje s premcem ali krmo. Collins pravi, da če bi ladja tako trčila, bi po vsej verjetnosti ladjo naplavila voda in bi v le nekaj minutah potonila.

## Teorija Olympicove zamenjave
Eno najbolj nenavadnih in najbolj izčrpanih teorij je Robin Gardiner napisal v svoji knjigi Titanic: The ship that never sank? Sklepa, da je ladja, ki je potonila, v resnici sestrska ladja  RMS Olympic, preobražena kot Titanic, kot zavarovalna prevara njenih lastnikov, mednarodne trgovske morske skupine, ki jo je nadziral ameriški finančnik J.P. Morgan, ki je leta 1902 pridobil družbo White Star Line.
Olympic je bila nekoliko starejša ladja od Titanica, zgrajena skupaj z bolj znano ladjo, a splovljena oktobra 1910. Njen zunanji profil je bil skoraj enak Titanicu, razen nekaj manjših podrobnosti, kot je število oken na sprednji ladisjki palubi C, razmik oken na palubi B in prednji del sprehajalne poti na palubi A na Titanicu, ki je bila prenovljena le nekaj tednov, preden se je ladja odpravila na svojo nesrečno krstno plovbo. Obe ladji sta bili zgrajeni z železom, toda tik preden se je ladja odpravila je J. Bruce Ismay, predsednik družbe White Star Line, naročil prenoviti sprehajalno pot v kabine z zasebnimi prostori na krovu Titanica. 
20. septembra 1911 je Olympic trčil v vojaško ladjo HMS Hawke v bližini otoka Wight. Obe ladji sta bili dovolj blizu, da so Olympicovi propelerji potegnili ladjo Hawke v zadnji del Olympicove krme, kar je povzročilo veliko luknjo nad in pod vodno črto. Med preiskavo je Admiraliteta močno krivila Olympicovo posadko.
Gardinerjeva teorija se gre v tem zgodovinskem kontekstu. V trčenju je bil kriv Olympic (ki je po Gardinerjevih besedah trk poškodoval pritrditve osrednje turbine in upognil kobilico, kar je ladji dalo majhen stalni nagib). Zaradi te ugotovitve naj bi zavarovalnica družbe White Star Line iz Londona Lloyd's domnevno odškodnino odklonila. Vodilna ladja White Star Line tudi med obsežnimi popravili ni bila aktivna, zato je bilo potrebno začasno prekiniti opremljanje na Titanicu, ki se ni uresničil po načrtu zaradi Olympicove vrnitve v ladjedelnico po izgubi lopatice propelerja. Vse to bi pomenilo resno finančno izgubo za podjetje. Gardiner je povedal, da bi bili zelo šokirani za vsa ta popravila in da naj bi se zato odločili potopiti vsaj eno ladjo, tako, da naj bi Olympic spremenili v Titanic. Če bi bil Titanic spremenjen v Olympic, bi potem mirno vstopil v službo.
Titanic ni imel nobenega nagiba, ko je izplul iz Southamptona. Neustrezno nalaganje tovora in polnjenje kotlov s premogom bi navrjetneje privedlo do tega, da je posadka večkrat pokazala pomanjkanje znanja. Nagib v pristanišču je opazilo več preživelih na Titanicu, vključno z Lawrenceom Beesleyjem. Preživeli Norman Chambers je pričal o tem po trčenju: "Vendar je bil takrat po trku majhen nagib na levem boku z verjetno nekaj stopinj višije in ker je ladja imela nagib skoraj vse popoldne, sem se odločil, da bom ostal v svoji kabini. "
Gardiner navaja, da je le nekaj delov katere koli ladje nosilo ime, razen zlahka odstranjenih iz reševalnih čolnov, zvonca, posod za kompas in tipske tablice. Vse drugo je bila standardna izdaja White Star in je bila med obema ladjama in drugimi plovili v podjetju White Star zamenljiva. Medtem ko so imela vse ostale ladje družbe White Star Line vgrajena njihova trupa, je na Titanicu njeno ime bilo zakovičeno po vrhu.
Olympic je bil tri mesece po končanem gospodarskem popravilu znova poškodovan. Gardiner misli, da je bil načrt odstraniti ladjo Olympic, ki bi White Star Line omogočil, da zbere vso zavarovano vrednost povsem nove ladje. Predvideva, da bi morali na morju organizirati dodatna testiranja, da bi ladjo počasi poplavili. Če bi v bližini najeli številne druge ladje, ki bi odpeljale potnike, pomanjkanje rešilnih čolnov ne bi bilo pomembno, saj bi ladja počasi potonila in bi čolni lahko opravili več potovanj do reševalcev.
Gardiner kot dokaz opozarja na dolžino testiranj na morju, ki jih je opravil Titanic. Olympicova testiranja leta 1911 so trajala dva dni, vključno z več hitrimi hitrostmi, toda Titanicova testiranja naj bi trajala le en dan, pri čemer (trdi Gardiner), da ne bi delali preko polovične hitrosti. Gardiner pravi, da je bilo to zato, ker zakrpani trup ni mogel sprejeti dolgih obdobij visoke hitrosti. Morda je bilo to posledica dejstva, da naj bi se Titanic kot skoraj identična sestrska dvojčica ladje Olympic, spopadel popolnoma enako, ali pa so bili morda v načrtu inšpektorji odbora za trgovino.
Gardiner trdi, da je bil 14. aprila na ladijskem mostu prvi častnik Murdoch (ki še ni bil uradno dolžan) je bil eden redkih visokih častnikov, razen kapitana Smith, ki je vedel za načrt in je budno pazil na reševalne ladje. Ena izmed najbolj spornih Gardinerjevih izjav je, da Titanic ni trčil v ledeno goro, temveč reševalno ladjo IMM, ki je plula s svojimi lučmi. Gardiner je to teorijo utemeljil z mislijo, da naj bi domnevna ledena gora na tako kratki razdalji opazovala Titanic, ker je bila dejansko zatemnjena ladja, in tudi ne verjame, da bi ledena gora lahko nanesla tako trajno in resno škodo železnemu plovilu z dvojnim trupom, kot je Titanic.
Gardiner nadalje domneva, da je bila ladja, ki jo je zadel Titanic, tista, ki jo je prej videl SS Californian, ki je streljala signalne rakete v stiski, in da to pojasnjuje zaznano neaktivnost ladji Californian (kar tradicionalno velja, da ni uspel rešiti Titanica po ogledu njegovih raket v stiski). Gardinerjeva teorija je, da Californian od druge ladja IMM ni pričakoval raket, ampak srečanje. Led, ki je zdrsnil na palubo Titanica Gardiner razlaga kot led, ki je nastajal tako iz Titanica kot s skrivnostne ladje, ki jo je zadela. Kar se tiče pravega Titanica, Gardiner trdi, da je preživela 25 let v službi kot Olympic, ki so ga leta 1935 prodali za razrez. 
Raziskovalca Bruce Beveridge in Steve Hall sta v svoji knjigi Olympic and Titanic:Truth Behind the Conspiracy izdala številne Gardinerjeve trditve. Avtor Mark Chirnside je postavil tudi resna vprašanja o teoriji ladij. 

## Namerna potopitev
Nekateri teoretiki menijo, da je Titanic namerno potonil, da bi preprečil nasprotovanje ustanovitvi Federal Reserve Bank. Nekateri najbogatejši moški na svetu so bili na Titanicu zaradi krstnega potovanja, med njimi pa jih je bilo več, med njimi John Jacob Astor IV, Benjamin Guggenheim in Isidor Straus, ki naj bi nasprotovali ustanovitvi ameriške centralne banke. Vsi trije moški so umrli v potopu. Teoretiki zarote govorijo, da je J. P. Morgan, legendarni 74-letni finančnik, ki je ustanovil podjetje za investicijsko bančništvo, ki še vedno nosi njegovo ime, uredil, da se moški vkrcajo na ladjo in ladjo nato potopijo v upanju, da bo čim več nasprotujočih moških umrlo. Morgan, ki so ga poimenovali "Napoleon z Wall Streeta", je pomagal ustvariti General Electric, US Steel in International Harvester, pri čemer je bil zaslužen, da je skoraj enotno rešil ameriški bančni sistem v Paniki leta 1907. Morgan je imel v lasti mednarodno trgovsko pristanišče, ki je imela v lasti White Star Line in s tem tudi Titanic.
Morgan, ki se je leta 1911 udeležil splovitve Titanica, imel pa je na krovu ladje osebni apartma z lastno zasebno palubo in kopeljo, opremljeno s posebej oblikovanimi držali za cigare. Poročali so, da je bil rezerviran na delovni plovbi ladje, vendar je namesto tega odpovedal potovanje in ostal v francoskem letovišču Aix-les-Bains, da bi užival v svojih jutranjih masažah in žveplovih kopelih. Njegova odpoved v zadnjem trenutku je med teoretiki zarote spodbudila ugibanja, da je spoznal svojo usodo.

## Zaprta neprepustna vrata
Druga teorija vključuje neprepustna vrata na Titanicu. Ta teorija kaže, da bi se Titanic, če bi se ta vrata odprla, posedel na enakomerni kobilici in bi zato ostal na vodi dovolj dolgo, da bi prišle reševalne ladje. Vendar se zdi, da je ta teorija iz dveh razlogov daleč od resničnosti: prvič, da med nobenim od prvih štirih oddelkov ni bilo nobenih neprepustnih vrat, zato ni bilo mogoče znatno znižati prelivanje vode v premcu. Drugič, Bedford in Hacket sta z izračuni pokazala, da bi kakršna koli večja količina korita vode kotlovnice št. 4 povzročila nagib Titanica, kar bi se zgodilo približno 30 minut prej kot dejanski čas potapljanja. Poleg tega bi osvetlitev izgubila približno 70 minut po trčenju zaradi poplave kotlovnic. Bedford in Hacket sta analizirala tudi hipotetičen primer, da pregrad sploh ni bilo. Potem bi plovilo potonilo približno 70 minut, preden bi se dejanski čas potopa in razsvetljavo izgubilo približno 40 minut po trčenju.
Kasneje, v dokumentarcu iz leta 1998 z naslovom Titanic: Secrets Revealed, je Discovery Channel sprožil modelne simulacije, ki so to teorijo tudi ovrgle. Simulacije so nakazovale, da bi odpiranje neprepustnih vrat na Titanicu povzročilo, da se bi ladja prevrnila na bok prej, kot je dejansko potonila več kot pol ure, kar potrjuje ugotovitve Bedforda in Hacketja.

## Teorija o prelomu ladje na dvoje
Raziskovalci Titanica so še naprej razpravljali o mehanskih vzrokih za prelom ladje na dvoje. Walter Lord je po svoji knjigi A Night to Remember opisal Titanic kot "popolnoma pravokoten" položaj tik pred dokončnim potopom. To mnenje ostaja v veliki meri nesporno tudi po odkritju razbitine v odpravi Roberta Ballarda leta 1985, ki je potrdilo, da se je Titanic prelomil na dva dela na površju;  slike znamenitega morskega umetnika Kena Marschala in v filmu Jamesa Camerona "Titanic", oba sta upodabljala ladjo, ki je pred prelomom dosegla strm kot. Večina raziskovalcev je priznala, da je Titanic po razteznem sklepu - načrtovan tako, da omogoča upogibanje trupa pod vodo - v razbitini ladje ni skoraj nič dokazov, čeprav se je nadaljevala razprava o tem, ali se je ladja prelomila od vrha navzdol ali od spodaj navzgor. 
Leta 2005 je odprava History Channel na mestu razbitine pregledala dva velika kosa kobilice Titanica, ki sta predstavljala del dna ladje takoj od mesta preloma. Skupina je ob pomoči pomorskega arhitekta Rogerja Longja analizirala manjše ostanke in razvila nov scenarij razpada, ki je bil objavljen v televizijskem dokumentarcu Titanic's Final Moments: Missing Pieces, leta 2006. Eden od značilnosti te nove teorije je bila trditev, da je Kot Titanica ob prelomu bil precej manjši, kot je bilo običajno - po prelomu ni bil več kot 11 °.
Dolgo se je tudi mislilo, da se je prelom Titanica morda zgodil s prezgodnjo odpovedjo ladje po razteznem sklepu in na koncu še poslabšal potapljanje ladje, saj je Titanic potonil hitreje, kot je bilo pričakovano. Leta 2006 je Channel Channel predstavil potop Titanicove mlajše sestrske ladje, Britannic, ki je potonila tako, da se je prevrnila na desni bok zaradi prevelike teže vode, ki je poplavila desno stran ladje. Britannic je lahko prenesel poplavitev dva predelka več, kot Titanic. Za nadaljnje raziskovanje Longijeve teorije o prelomu ladje je History Channel naročil novo računalniško simulacijo podjetja JMS Engineering. Simulacija, katere rezultati so predstavljeni v dokumentarnem filmu Titanic's Achilles Heel iz leta 2007, je delno ovrgla dolgotrajne sume, saj je dokazala, da so Titanicovi ekspanzijski zglobi dovolj močni, da se lahko spopadejo s kakršnimi koli in vsemi stresi, ki jih je ladja lahko upravičeno pričakovala, da bo naletela na določeno težo in med potopitvijo so dejansko presegli svoje konstrukcijske specifikacije. Najpomembneje pa je, da so bili raztezni spoji del nadgradnje, ki je bila nameščena nad trdnostno ploščo palube B in torej nad vrhom konstrukcijskega trupa. Tako ekspanzijski sklepi niso imeli pomena za podporo trupa. Pri lomljenju trupa niso igrale nobene vloge. Enostavno so se odprli in razšli, ko se je trup upognil ali zlomil pod njimi.
Knjiga Brada Matsena iz leta 2008, Titanic's Last Secrets, podpira številne teorije o prelomu ladje. 
Pogosto dejstvo je, da je pri zrušenju prvega dimnika prišlo do vedno hitrejšega potapljanja ladje. Ladja se je močno nagnila naprej in voda se je začela prelivati v druge neprepustne prostore. Ko se je prvi dimnik zrušil, je padel na levo stran blizu ladijskega mostu, na kar se je ladja zaradi nenavadne teže močno nagnila naprej in začelo se je vedno hitrejše potapljanje ladje.
Ena teorija, ki bi podpirala zlom trupa, je, da je Titanic delno obdrsnil desno stran glavnega dela trupa, ko je trčil v ledeno goro in si pri tem poškodoval glavni del kobilice. Kasneje je bilo med potopitvijo opaziti, da se je kotlovnica št. 4 napolnila z vodo, ki je vdirala z lukenj ne pa iz sosednje kotlovnice in drugih neprepustnih vrat. To bi bilo skladno z dodatnimi poškodbami vzdolž kobilice, ki bi ogrozile zlom celotnega dela trupa.

## Požar v kotlovnici
Približno 8 dni pred odhodom ladje iz Southamptona, se je na ladji v eni od Titanicovih kotlovnici začel požar, ki je med plovbo trajal več dni. Požari so se tiste dni med plovbo na ladji pogosto pojavljali zaradi velikega izgorevanja premoga. Požare je bilo treba pogasiti tako, da je bilo potrebno zažgani premog odstraniti in ga dati v peč. Ta dogodek je nekatere avtorje pripeljal do teorije, da naj bi ta požar in poskusi gašenja, poslabšali kakovost železa na trupu in neprepustnih vrat. 
Leta 2011 je David J. H. Smith to predstavil v svoji knjigi The Titanic's Mummy, ki je na ta dogodek gledal v dramskem slogu. Navedeno je bilo, da je bil ogenj v kotlovnici v središču morebitne nesreče, ki je trdil, da so odločitve, ki so jih sprejele zaradi požara, pripeljale do trka v ledeno goro. Knjiga obravnava tudi fizični učinek požara na ladji, za katerega trdi, da je oslabel območje trka.
Senan Molony je provedal, da so bili poskusi gašenja požara - z vmetavanjem žganih kosov premoga v peči - kljub visoki temperaturi, glavni vzroki, da je Titanic pred trčenjem paril s polno hitrostjo. Večina strokovnjakov se s tem ne strinja. Samuel Halpern je zaključil, da "požar v kotlovnici ne bi dovolj oslabel neprepustne pregrade, da bi se ta zrušila."  Prav tako se domneva, da je požar v kotlovnici premoga dejansko pomagal Titanicu, da je ostal nad vodno gladino več časa. Zaradi neopaženega nagiba na levi strani, ki je bil ustvarjen s premikom premoga znotraj ladje pred trkom z ledeno goro, je preprečil, da bi se ladja po trku prevrnila na desno stran. Nekateri od teh najpomembnejših strokovnjakov za Titanic so objavili podrobno ovržitev Molonyjevih trditev.